# John Maitland, I duca di Lauderdale
John Maitland, I duca e II conte di Lauderdale e III signore di Thirlestane (Lethtington, 24 maggio 1616 – Tunbridge Wells, 24 agosto 1682), è stato un nobile e politico britannico.
Fiero covenante, nel 1651 accompagnò Carlo II Stuart a Londra e nello stesso anno fu imprigionato a Worcester. Dopo la restaurazione fu nominato segretario di stato per la Scozia.
Cercò di aumentare i poteri del re sulla Chiesa e nel 1666 represse nel sangue una rivolta di presbiteriani. Cessò la carica nel 1680.

## Biografia

### La famiglia
Maitland era membro di un'antica famiglia con proprietà sia nel Berwickshire che nell'East Lothian, ed era il primogenito dei figli sopravvissuti di John Maitland, II lord Maitland di Thirlestane (m. 1645), (che era stato creato Visconte di Lauderdale nel 1616, e poi conte di Lauderdale, nel 1624), e di lady Isabel (1594–1638), figlia di Alexander Seton, I conte di Dunfermline e pronipote di sir Richard Maitland di Lethington, noto poeta.

### Covenante
Maitland iniziò la propria vita pubblica come zelante aderente del presbiterianesimo, ma successivamente divenne un covenante, sedendo tra gli anziani della General Assembly of the Church of Scotland a St Andrews nel luglio del 1643, e venne inviato nel Regno d'Inghilterra come commissario per la Solemn League and Covenant tenutasi nell'agosto di quello stesso anno, prendendo parte anche alla Westminster Assembly nel novembre.

### Consigliere Privato in due regni
Nel febbraio del 1644 divenne membro del Consiglio Privato d'Inghilterra e del Consiglio Privato di Scozia, e dal 20 novembre fu uno dei commissari nominati per incontrare il re a Uxbridge, cercando di persuadere Carlo I a schierarsi col presbiterianesimo. Nel 1645 consigliò Carlo di rifiutare la proposta degli Indipendentisti e nel 1647 fu presente a Londra quando i commissari scozzesi approvarono la resa del re agli scozzesi.

### La Seconda guerra civile inglese e la Campagna di Worcester

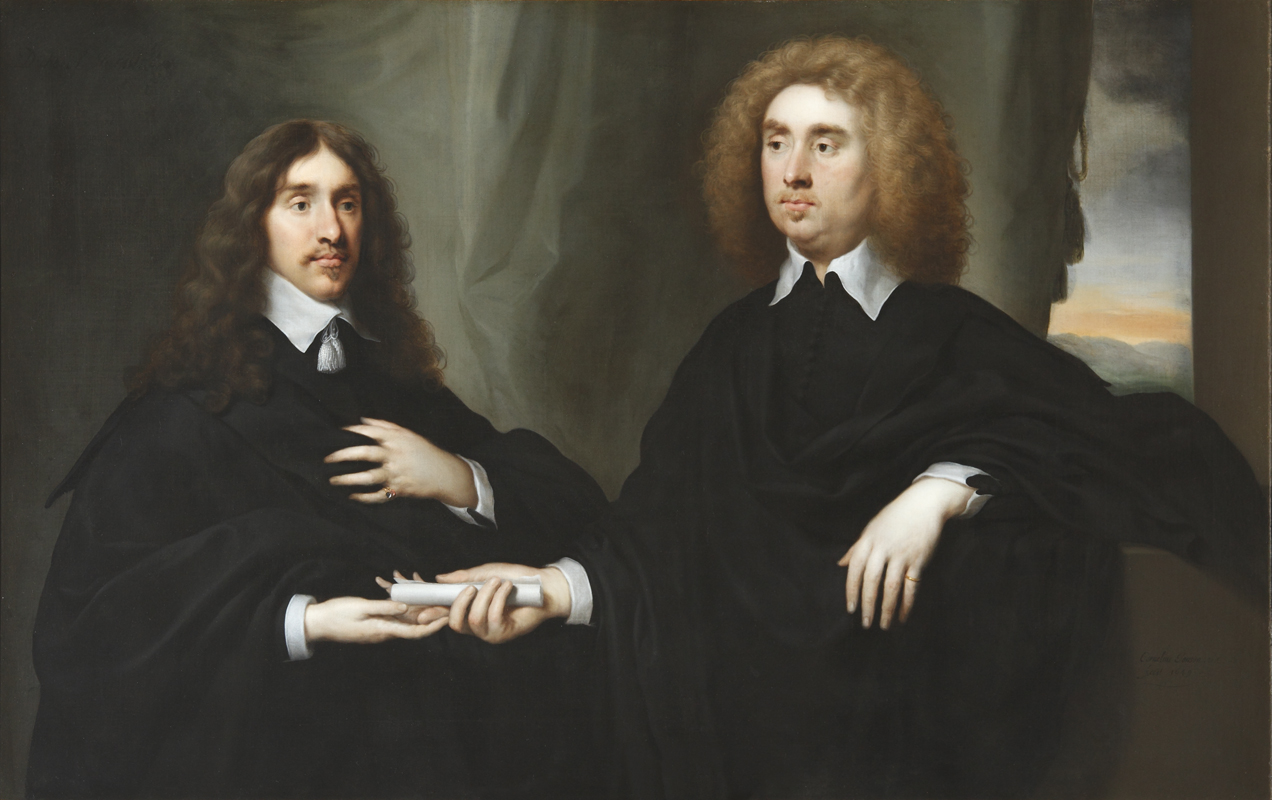
John Maitland (a destra) con William Hamilton, II duca di Hamilton (a sinistra) nel 1649

Una volta che Carlo si fu arreso agli scozzesi, Lauderdale si dedicò completamente alla causa del re, tenne con lui diversi incontri, e si coinvolse in diversi progetti per la sua restaurazione, offrendogli l'aiuto degli scozzesi, alla condizione che Carlo avesse acconsentito a stabilire il presbiterianesimo come religione di stato. Il 26 dicembre ottenne da Carlo al Castello di Carisbrooke la firma del cosiddetto "The Engagement" secondo il quale il presbiterianesimo sarebbe stato stabilito appunto come religione di stato entro tre anni, con la soppressione degli scismatici, e la promulgazione dell'Acts of the Parliament of Scotland, col quale il re ammetteva anche i nobili scozzesi all'impiego pubblico in Inghilterra come pure permetteva loro di risiedere al di fuori della Scozia.
Ritornando in Scozia, nella primavera del 1648, Lauderdale si schierò col partito del duca di Hamilton in alleanza coi realisti inglesi. La loro sconfitta nella Battaglia di Preston posticipò l'arrivo di Carlo, principe del Galles, ma Lauderdale ebbe l'occasione di incontrare il principe a the Downs nell'agosto di quello stesso anno, ottenendo grande influenza sul futuro sovrano. Egli persuase il principe Carlo ad accettare l'invito in Scozia estesogli dalla fazione di Archibald Campbell, marchese di Argyll's, accompagnandolo nel 1650 in una spedizione in Inghilterra, dove venne fatto prigioniero a seguito della Battaglia di Worcester del 1651.

### L'Interregno e la Restaurazione

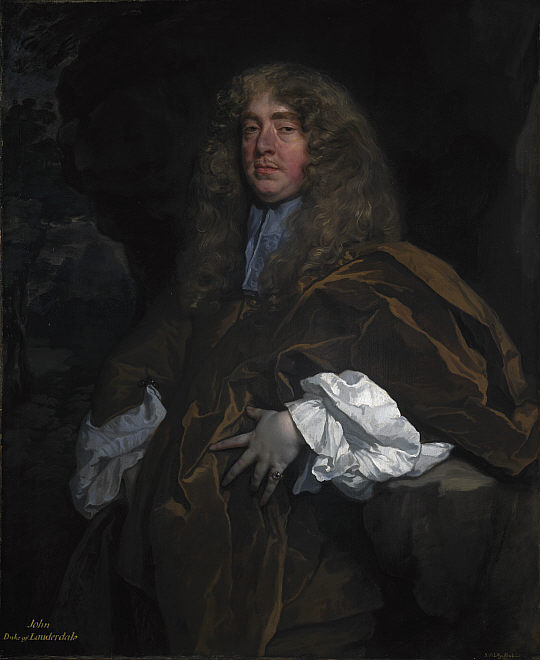
John Maitland, I duca di Lauderdale, in un ritratto del 1665 circa di sir Peter Lely.

Lauderdale rimase in esilio dalla sua cattura a Worcester sino al marzo del 1660. Venne comunque esentato con l'Atto di grazia di Cromwell dalla confisca dei beni ad opera di Oliver Cromwell, Lord Protettore del neonato Commonwealth inglese.
Poco dopo la Restaurazione, incontrò Carlo II nel maggio del 1660 a Breda, nei Paesi Bassi, e malgrado l'opposizione di Edward Hyde, I conte di Clarendon e George Monck, venne nominato Segretario di Stato per la Scozia.

### Consigliere del re
Da quel momento in poi, John Maitland seppe mantenere la propria influenza stabilmente sul re, alloggiando direttamente a Whitehall, e "non fu mai lontano dalle orecchie del re ad alcun consiglio", mantenendo la propria posizione e difendendola contro i suoi numerosi avversari con destrezza e senza scrupoli, aiutato da una tenace forza di volontà che seppe contrastare tutti i suoi oppositori. Uomo di notevole intelletto, seppe essere anche autoritario e determinato ad eseguire gli ordini del re fedelmente.
Abbandonò Argyll al suo destino, permettendo la restaurazione dell'episcopalismo in Scozia e, dopo aver trionfato su tutti i suoi oppositori in Scozia, procedette con l'imposizione dell'assoluta supremazia della corona a Kirk e nello stato, restaurando la nomina dei lords of the articles al re ed iniziando a prendere pesanti misure contro i covenanti. Nel 1669 fu in grado di dire: "il re è ora il padrone di tutte le cose e di tutte le persone".

### Il ministero Cabal

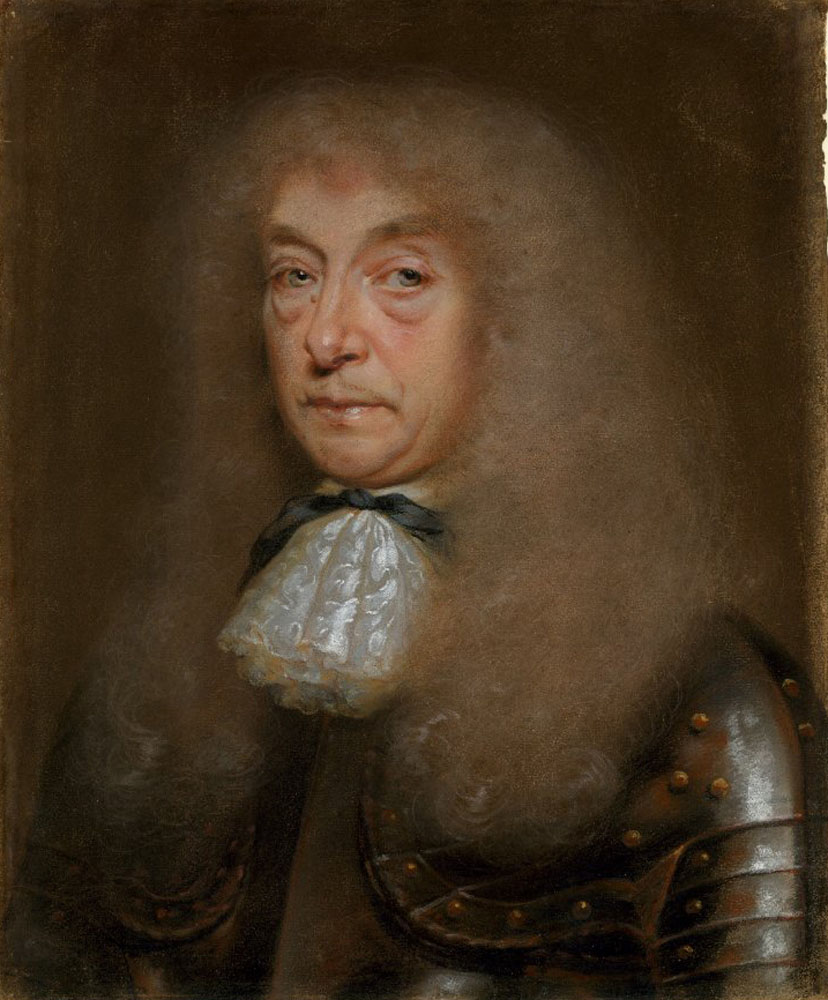
John Maitland venne creato Duca di Lauderdale e Conte di March il 2 maggio 1672.

Il suo potere si trovava ora al suo picco massimo, e la sua posizione come favorito di Carlo II, senza essere né un patriota né un uomo di stato, indipendentemente dal parlamento, richiamò alla mente di molti gli scandali e gli abusi di potere perpetrati della casata degli Stuart prima della Guerra civile inglese.
Fu membro del Ministero Cabal, ma prese poca parte agli affari di governo inglesi, e come presbiteriano non venne informato del primo Trattato di Dover, ma diede il proprio supporto personale a Carlo nelle sue richieste a Luigi XIV di Francia. Il 2 maggio 1672 venne creato duca di Lauderdale e conte di March, ed il 3 giugno venne incluso tra i cavalieri dell'Ordine della Giarrettiera.
Bel 1673, alla rinuncia di Giacomo, duca di York come conseguenza dell'approvazione del Test Act, venne nominato Lord Commissario dell'Ammiragliato. Nell'ottobre di quello stesso anno visitò la Scozia per sopprimere i dissidenti e ottenere denaro per la Terza guerra anglo-olandese. Gli intrighi tramati da Anthony Ashley-Cooper, I conte di Shaftesbury, contro il suo potere durante la sua assenza, e gli attacchi rivoltigli dalla Camera dei Comuni nel gennaio del 1674 e nell'aprile de l1675, risultarono comunque futili agli occhi di Carlo e di Giacomo.
Il 25 giugno 1674 venne creato Conte di Guilford e Barone Petersham nella Paria d'Inghilterra. Le sue feroci misure non riuscirono comunque a sopprimere i conventicoli in Scozia ed egli si vide pertanto costretto a chiedere l'aiuto nel 1677 degli Highlander, che vennero inviati nella parte occidentale del paese. Come conseguenza, gran parte dei nobili scozzesi si portò a Londra, costringendo Carlo ad ordinare lo scioglimento di questi gruppi che ormai spadroneggiavano liberamente in Scozia. Nel maggio del 1678, i Comuni avanzarono una nuova richiesta per la rimozione di Lauderdale dai suoi incarichi, proposta che venne rifiutata per un solo voto.
Mantenne i propri onori sino alla fine. In Scozia, che visitò immediatamente dopo la sua vittoria presso il parlamento inglese, riuscì a sconfiggere tutte le opposizioni alle nuove richieste di denaro da parte del sovrano. Nuovamente la camera chiese la rimozione dai suoi incarichi, ma questa proposta venne cassata dalla dissoluzione del parlamento voluta il 26 maggio 1679, come pure fallirono gli attacchi in Scozia della fazione di Shaftesbury. Il 22 giugno 1679 riuscì a sopprimere l'ultimo colpo di coda dei covenanti nella Battaglia di Bothwell Brig.

### Le dimissioni
Dopo un attacco di cuore avvenuto all'inizio del 1680, la sua salute e le sue abilità vennero meno e Lauderdale preferì dimettersi dai suoi incarichi nell'ottobre di quello stesso anno, ponendo fine alla sua lunga influenza nella monarchia inglese. A questo fatto si accompagnò il suo voto favorevole all'esecuzione di Lord Stafford il 29 novembre, fatto che dispiacque molto al duca di York.

## Matrimonio e figli

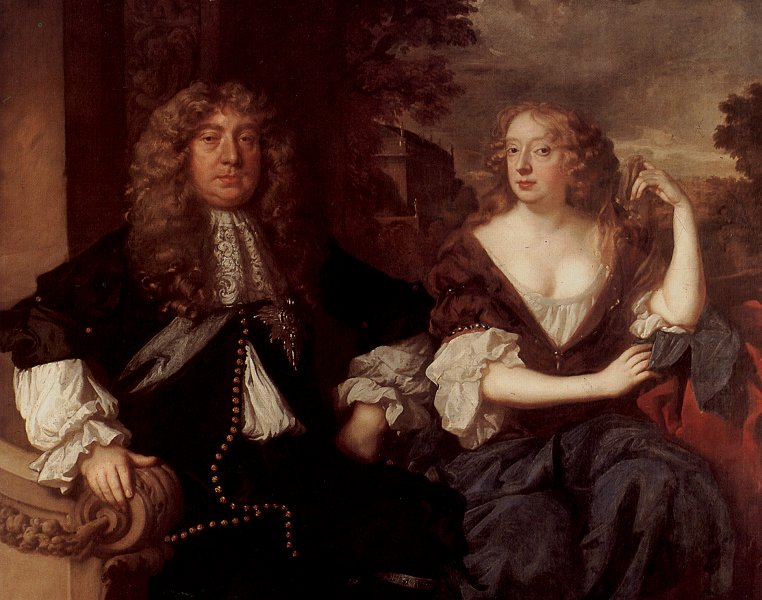
John Maitland (a sinistra) sposò Elizabeth Murray (a destra) nel 1672 alla morte della sua prima moglie, Anne Home.

Il primo matrimoni di Lauderdale fu con lady Anne Home, figlia di Alexander Home, I conte di Home, dalla quale aveva avuto una sola figlia.
Nel 1672, dopo la morte di sua moglie a Parigi si risposò con Elizabeth Murray, contessa di Dysart, figlia di William Murray, I conte di Dysart e già vedova di Sir Lionel Tollemache. Non ebbe eredi maschi e come conseguenza il ducato si estinse nei suoi titoli inglesi, ma venne succeduto invece nella contea da suo fratello Charles Maitland, III conte di Lauderdale.